# Médailles honorifiques du Japon
 (octobre 2008).
Si vous disposez d'ouvrages ou d'articles de référence ou si vous connaissez des sites web de qualité traitant du thème abordé ici, merci de compléter l'article en donnant les références utiles à sa vérifiabilité et en les liant à la section « Notes et références ».

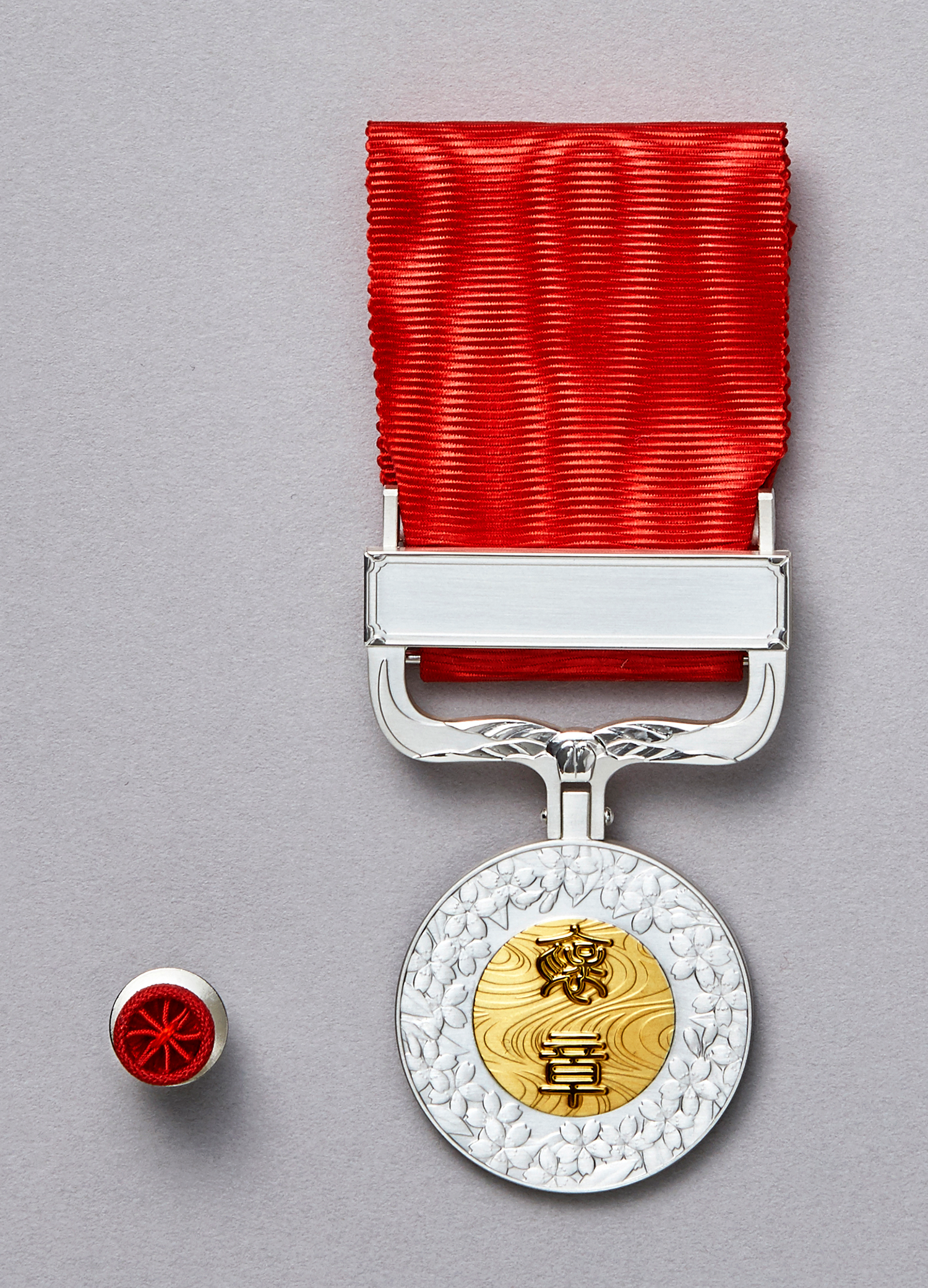
Médaille au ruban écarlate.

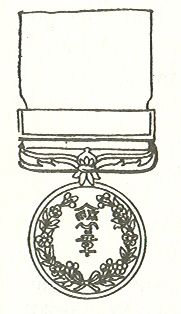
Croquis de la Médaille honorifique.

Les hōshō (褒章, litt. « médaille honorifique ») — de 褒 (hō, « éloge », « glorification »), et 章 (shō, « insigne », « décoration ») — sont des distinctions accordées deux fois par an au Japon à des individus dont les actions ou les contributions dans différents domaines ont été exemplaires. Il existe six catégories de médailles et elles sont décernées le 29 avril, jour anniversaire de l'empereur Shōwa, et le 3 novembre, jour anniversaire de l'empereur Meiji. Chaque année, environ 800 personnes se voient décerner une de ces médailles.

## Histoire
- Juillet 1875 : le gouvernement de l'époque promulgue un édit considérant l'offre de récompenses pour la conduite des vertueux et de ceux dont la conduite est digne d'éloges.
- 1880 : la Fondation des médailles est instituée.
- 7 décembre 1881 : mise en application officielle de l'édit 63 qui institue les règles de d'attribution des médailles. Trois médailles sont d'abord instituées : l'écarlate, la verte et la bleue. La Fondation des médailles est bâtie et la première remise a lieu l'année suivante.
- 1887 : la médaille au ruban jaune est adoptée, puis immédiatement abrogée.
- 1918 : création de la médaille au ruban bleu foncé.
- 1947 : abrogation de la médaille au ruban vert.
- Janvier 1955 : la médaille à ruban jaune est restaurée et la médaille à ruban pourpre est créée.
- Printemps 1978 : la date de cérémonie des médailles aux rubans jaune, pourpre et bleu est fixée au 29 avril et 3 novembre de chaque année.
- Automne 2003 : le comité des décorations apporte des amendements et démarre une réforme du système. La médaille au ruban vert est restaurée.

## Modèle
Les six catégories de médaille suivent le même modèle : l'expression  « 褒章 » inscrite sur un disque central doré entouré d'un anneau argenté représentant des cerisiers en fleurs sur le revers. Seules les couleurs des rubans diffèrent.

## Catégories
|  | Médaille au ruban écarlate   |
|  | Médaille au ruban vert       |
|  | Médaille au ruban jaune      |
|  | Médaille au ruban pourpre    |
|  | Médaille au ruban bleu       |
|  | Médaille au ruban bleu foncé |

Les médailles se distinguent selon leur couleur, à chacune étant associée un type de service spécifique.

### Médaille au ruban écarlate
La médaille au ruban écarlate (紅綬褒章, Kō-ju Hōshō) est décernée à « ceux qui ont sauvé des vies humaines en mettant la leur en péril ».
Le premier à avoir reçu cette médaille fut Jinjirō Kudō (工藤 仁次郎, Kudō Jinjirō) en 1882 pour avoir porté secours à des naufragés d'un navire de pêche lors d'une tempête sur les côtes d'Aomori. Après la Seconde Guerre mondiale, cette décoration était de moins en moins conférée. La réforme de 2003 visait en partie à augmenter le nombre de bénéficiaires. Lors de la cérémonie des médailles du printemps 2004, elle fut attribuée à trois personnes pour la première fois depuis seize ans. Au printemps 2005, elle fut décernée à un adolescent de 15 ans qui avait sauvé des gens coincés dans un véhicule submergé, ce qui fit de lui la plus jeune personne à avoir reçu cette décoration, et en automne de la même année, elle fut remise à une femme au foyer pour ses actions lors de l'accident ferroviaire d'Amagasaki.

### Médaille au ruban vert
La médaille au ruban vert (緑綬褒章, Ryoku-ju Hōshō) est décernée à « ceux dont la vertu remarquable a contribué à améliorer la société par leur service dévoué ».
Initialement cette distinction était décernée « aux enfants, petits-enfants, femmes et serviteurs qui se sont distingués par leurs remarquables actes de piété ». Elle fut accordée pour la première fois en 1882 à Senshirō Sotosaki (外崎 専四郎, Sotosaki Senshirō) d'Aomori, pour plusieurs décennies de piété filiale envers sa mère.
Après la Seconde Guerre mondiale, les valeurs sociales du Japon subirent un profond traumatisme, et la médaille au ruban vert ne fut plus décernée à partir de 1947. En 2003, elle revit le jour sous la forme citée plus haut. Au printemps 2004, vingt-six personnes reçurent cette distinction.

### Médaille au ruban jaune
La médaille au ruban jaune (黄綬褒章, Ō-ju Hōshō), est décernée à « ceux qui par leur diligence dans leurs affaires sont devenus des modèles pour le peuple ». Bien que créée en 1887, elle fut immédiatement abrogée et seulement restaurée en 1955. Elle fut décernée pour la première fois à Shōtarō Amazaki (天崎 正太郎, Amazaki Shōtarō) de Hokkaidō pour ses nombreuses années et nombreux efforts passées à l'amélioration des techniques agraires. Annuellement, entre 500 et 600 personnes reçoivent cette distinction. En 2003, elle fut amendée et la formulation et ses règles d'attribution légèrement revues.

### Médaille au ruban pourpre
La médaille au ruban pourpre (紫綬褒章, Shi-ju Hōshō) est décernée à « ceux qui ont contribué au développement des sciences et des arts par la clarté de leurs publications ». Elle fut décernée pour la première fois à Hiroshi Iwaii (石井 漠, Iwaii Hiroshi) en 1955 pour son œuvre littéraire sur la danse. Elle est depuis annuellement accordée à 40 à 50 personnes. La réforme de 2003 supprima l'âge limite et ouvrit cette médaille aux découvreurs de nouvelles technologies, aux inventeurs, aux artistes et aux sportifs. Cette médaille est également décernée à ceux qui ont reçu une médaille d'or aux Jeux olympiques.

### Médaille au ruban bleu
La médaille au ruban bleu (藍綬褒章, Ran-ju Hōshō) est attribuée à « ceux qui ont amélioré le service public et à ceux ont fait des apports remarquables à l'industrie ». Elle fut décernée pour la première fois à Chōzō Ishida  (石田 長蔵, Ishida Chōzō) et Idaira Kubota (久保田 伊平, Kubota Idaira) d'Ōsaka en 1882, pour l'irrigation des régions arides, permettant la création de nouvelles zones agraires et améliorant le quotidien de nombreux villageois.
La réforme de 2003 élargit les conditions d'attribution de la médaille.

### Médaille au ruban bleu foncé
La médaille au ruban bleu foncé (紺綬褒章, Kon-ju Hōshō) est accordée à « ceux qui ont fait des dons personnels remarquables au service public ». Elle fut attribuée pour la première fois en 1919, à Kōin Ono (小野 光影, Ono Kōin), qui avait fait don de 50 000 yens à la Fondation pour le bien public. Par la suite, seuls ceux qui ont fait des dons d'un équivalent supérieurs à cinq millions de yens peuvent prétendre recevoir cette distinction.